# Spezialmodell S2
Das Spezialmodell S2, kurz S2, ursprünglich HS-2, war eine von Konrad Zuse ab dem Jahr 1943 im nach Warnsdorf ausgelagerten Henschel-Werk konstruierte verbesserte Version der elektronischen Rechenmaschine S1. Sie automatisierte das Ausmessen von Fertigungsabweichungen bei der Gleitbombe Henschel Hs 293. Hierzu verwendete die S2 den wahrscheinlich ersten Analog-Digital-Umsetzer. Sie wurde 1944 fertiggestellt, wurde nie praktisch eingesetzt und ist kurz darauf verschollen.

## Zweck
Bei der Produktion der Gleitbombe Hs 293 wurden aus Kostengründen einfachere Werkzeuge und ungenauere Fertigungsprozesse verwendet. Die dadurch von Exemplar zu Exemplar variierenden aerodynamischen Eigenschaften sollten durch individuell angepasste Flügelpositionen ausgeglichen werden, sodass Vibrationen im Flug vermieden wurden.
Die zuvor sehr arbeitsintensive Berechnung dieser Flügelpositionen erfolgte seit 1942 mit der zu diesem Zweck von Zuse angefertigten S1. Neuer Flaschenhals war jetzt das Vermessen der Tragflächenprofile selbst. 96 Messungen an verschiedenen Stellen des Flugkörpers wurden hierzu mit Messuhren ausgeführt. Deren Ergebnisse wurden abgelesen, notiert und in einem zweiten Schritt gesammelt in die S1 eingegeben. Um Fehler aufzudecken, geschah dies zweimal.
Zuse hatte die Idee, diesen Übertragungsprozess zu automatisieren. Er entwickelte ab 1943 digitale Messuhren und eine dazu passende Rechenmaschine. Die bisherigen Abläufe wurden im Prinzip beibehalten und lediglich automatisiert.

## Digitale Messuhren
Die von Zuse entwickelte digitale Messuhr wird im Prinzip wie eine gewöhnliche Messuhr an der zu messenden Strecke abgerollt, bis sie auf einen Widerstand trifft. Dies wurde erkannt, indem ein elektrischer Stromfluss ausgelöst wurde. Beim Abrollen wurden in regelmäßigen Abständen elektrische Pulse ausgelöst, die erfasst und gezählt wurden. Aus der Zahl der Pulse ergab sich die Länge des ausgefahrenen Metallstifts. Als Alternative waren Potentiometer betrachtet worden, diese hätten eine analoge Ausgabe erzeugt.
Zuse nahm hier jeweils zwei Messungen vor. Erst wurde die Zahl der Pulse gezählt, die beim Ausfahren entstanden sind, dann die bei der Rückkehr in die Ausgangsposition. Die Daten wurden direkt an die S2 übermittelt.
Sein Verfahren meldete Zuse 1953 erfolgreich als Patent an. Das Grundprinzip, beim Abtasten Impulse auszulösen und zu zählen, verwendete Zuse später auch beim Planimeter Z80.

## Funktionsweise
Der Aufbau der S2 war nahezu identisch zur S1. Auch die S2 war nicht programmierbar und nutzte ausschließlich fest verdrahtete Logik und Schrittschaltrelais.
Messungen wurden zweimal eingelesen. Die Menge der erfassten Messpunkte erhöhte sich auf 176. Werte wurden zweimal eingelesen, bei unterschiedlichen Werten erfolgte eine automatische Warnung. Es ist davon auszugehen, dass die Maschine weiterhin zwei Speicherzellen mit 10 Bits und sieben mit 15 Bits besaß und binäre Festkommazahlen verwendete. Summen wurden bereits während der Datenaufnahme gebildet.

## Verbleib
Während des Aufbaus der S2 in Warnsdorf, heute Varnsdorf in Tschechien, rückte die Rote Armee immer weiter vor. Noch vor der Vollendung der Arbeiten an der S2 kam der Befehl, das Henschel Werk zu demontieren. Zuse stellte die S2 dennoch fertig, um diese erfolgreich ausprobieren zu können, während um ihn herum die Anlagen abgebaut wurden. Für die Produktion eingesetzt wurde sie daher nie.
Die S2 ist in der Folge verschollen. Es wurde nicht dokumentiert, dass sie zerstört wurde, wenngleich es Gerüchte zu einer Sprengung des Werkes gab.